# Malecon Center
Malecón Center es un complejo de 4 torres de la ciudad de Santo Domingo, República Dominicana.
Su diseño está inspirado en el mar Caribe y en la historia que caracteriza la zona en donde está ubicado el proyecto. Fue construida por la compañía Rodríguez Sandoval. Está constituido por áreas comerciales, tres torres residenciales, dos de 31 niveles y una de 32 niveles, además de un hotel de 22 pisos con 288 habitaciones. La torre 3 está en el 5.º lugar de los edificios más altos de la República Dominicana.

## Ubicación
El proyecto está ubicado en la avenida George Washington casi esquina con la avenida Máximo Gómez, con vistas al mar Caribe.

## Torres Martillo
Son los dos rascacielos principales del complejo, con una altura total de 122.4 m y 31 niveles cada una.

## Torre Este
La torre 3 tiene 125.7 m de altura y 32 niveles. Es la torre más grande de todas y cuenta con once niveles de parques y 152 viviendas.